# Holandia na Mistrzostwach Świata w Lekkoatletyce 2019
Holandia na Mistrzostwach Świata w Lekkoatletyce 2019 – reprezentacja Holandii podczas mistrzostw świata w Doha liczyła 28 zawodników, startujących w 21 konkurencjach. Wywalczyła dwa złote medale.

## Medaliści
| Medal | Zawodnik     | Konkurencja      | Rezultat | Data           |
| ----- | ------------ | ---------------- | -------- | -------------- |
| złoto | Sifan Hassan | bieg na 10 000 m | 30:17,62 | 28 września    |
| złoto | Sifan Hassan | bieg na 1500 m   | 3:51,94  | 5 października |

## Skład reprezentacji

### Kobiety
| Zawodniczka                                                      | Konkurencja                | Eliminacje | Eliminacje | Półfinał | Półfinał | Finał    | Finał   | Źródło               |
| Zawodniczka                                                      | Konkurencja                | Wynik      | Pozycja    | Wynik    | Pozycja  | Wynik    | Pozycja | Źródło               |
| ---------------------------------------------------------------- | -------------------------- | ---------- | ---------- | -------- | -------- | -------- | ------- | -------------------- |
| Dafne Schippers                                                  | bieg na 100 m              | 11,17      | 8. Q       | 11,07    | 7. q     | DNS      | DNS     | [ 1 ] [ 2 ] [ 3 ]    |
| Marije van Hunenstijn                                            | bieg na 100 m              | 11,48      | 35.        | NQ       | NQ       | NQ       | NQ      | [ 1 ] [ 2 ] [ 3 ]    |
| Jamile Samuel                                                    | bieg na 200 m              | 22,90      | 17. q      | 23,02    | 15.      | NQ       | NQ      | [ 4 ] [ 5 ]          |
| Dafne Schippers                                                  | bieg na 200 m              | DNS        | DNS        | DNS      | DNS      | DNS      | DNS     | [ 4 ] [ 5 ]          |
| Lisanne de Witte                                                 | bieg na 400 m              | 51,31      | 10. q      | 51,41    | 11.      | NQ       | NQ      | [ 6 ] [ 7 ]          |
| Sifan Hassan                                                     | bieg na 1500 m             | 4:03,88    | 1. Q       | 4:14,69  | 12. Q    | 3:51,95  | 1.      | [ 8 ] [ 9 ] [ 10 ]   |
| Maureen Koster                                                   | bieg na 5000 m             | DNF        | DNF        | —        | —        | NQ       | NQ      | [ 11 ]               |
| Sifan Hassan                                                     | bieg na 10 000 m           | —          | —          | —        | —        | 30:17,62 | 1.      | [ 12 ]               |
| Susan Krumins                                                    | bieg na 10 000 m           | —          | —          | —        | —        | 31:05,40 | 7.      | [ 12 ]               |
| Nadine Visser                                                    | bieg na 100 m przez płotki | 12,75      | 7. Q       | 12,62    | 6. q     | 12,66    | 6.      | [ 13 ] [ 14 ] [ 15 ] |
| Femke Bol                                                        | bieg na 400 m przez płotki | 55,32      | 11. q      | 56,37    | 22.      | NQ       | NQ      | [ 16 ] [ 17 ]        |
| Nargélis Statia Marije van Hunenstijn Jamile Samuel Naomi Sedney | sztafeta 4 × 100 m         | 43,01      | 9.         | —        | —        | NQ       | NQ      | [ 18 ] [ 19 ]        |
| Lieke Klaver Lisanne de Witte Bianca Baak Femke Bol              | sztafeta 4 × 400 m         | 3:27,40    | 8. q       | —        | —        | 3:27,89  | 7.      | [ 20 ] [ 21 ] [ 22 ] |

| Zawodniczka         | Konkurencja   | Kwalifikacje | Kwalifikacje | Finał | Finał   | Źródło |
| Zawodniczka         | Konkurencja   | Wynik        | Pozycja      | Wynik | Pozycja | Źródło |
| ------------------- | ------------- | ------------ | ------------ | ----- | ------- | ------ |
| Killiana Heymans    | skok o tyczce | 4,20         | 31.          | NQ    | NQ      | [ 23 ] |
| Jorinde van Klinken | rzut dyskiem  | 58,58        | 18.          | NQ    | NQ      | [ 24 ] |

Siedmiobój
| Zawodnik         | Konkurencja | 100 m ppł | SW   | PK    | 200 m | SD   | RO    | 800 m   | Wynik | Pozycja | Źródło |
| ---------------- | ----------- | --------- | ---- | ----- | ----- | ---- | ----- | ------- | ----- | ------- | ------ |
| Nadine Broersen  | Rezultat    | 13,61     | 1,83 | 14,75 | 25,28 | 6,22 | 50,41 | 2:18,01 | 6392  | 6.      | [ 25 ] |
| Nadine Broersen  | Punkty      | 1034      | 1016 | 844   | 861   | 918  | 868   | 851     | 6392  | 6.      | [ 25 ] |
| Emma Oosterwegel | Rezultat    | 13,65     | 1,77 | 13,70 | 25,10 | 5,87 | 54,01 | 2:15,86 | 6250  | 7.      | [ 25 ] |
| Emma Oosterwegel | Punkty      | 1028      | 941  | 774   | 878   | 810  | 938   | 881     | 6250  | 7.      | [ 25 ] |
| Anouk Vetter     | Rezultat    | 13,55     | 1,74 | 14,10 | 24,43 | 6,20 | 54,17 | DNS     | DNF   | DNF     | [ 25 ] |
| Anouk Vetter     | Punkty      | 1043      | 903  | 801   | 940   | 912  | 941   | DNS     | DNF   | DNF     | [ 25 ] |

### Mężczyźni
| Zawodnik                                                      | Konkurencja                | Preeliminacje | Preeliminacje | Eliminacje | Eliminacje | Półfinał | Półfinał | Finał | Finał   | Źródło               |
| Zawodnik                                                      | Konkurencja                | Wynik         | Pozycja       | Wynik      | Pozycja    | Wynik    | Pozycja  | Wynik | Pozycja | Źródło               |
| ------------------------------------------------------------- | -------------------------- | ------------- | ------------- | ---------- | ---------- | -------- | -------- | ----- | ------- | -------------------- |
| Taymir Burnet                                                 | bieg na 100 m              | 10,23         | 1. Q          | 10,21      | 20. q      | 10,18    | 17.      | NQ    | NQ      | [ 26 ] [ 27 ] [ 28 ] |
| Taymir Burnet                                                 | bieg na 200 m              | —             | —             | 20,37      | 16. Q      | 20,34    | 12.      | NQ    | NQ      | [ 29 ] [ 30 ]        |
| Nick Smidt                                                    | bieg na 400 m przez płotki | —             | —             | 50,54      | 26.        | NQ       | NQ       | NQ    | NQ      | [ 31 ]               |
| Joris van Gool Taymir Burnet Hensley Paulina Churandy Martina | sztafeta 4 × 100 m         | —             | —             | 37,91      | 7. q       | —        | —        | DSQ   | DSQ     | [ 32 ] [ 33 ] [ 34 ] |

| Zawodniczka       | Konkurencja    | Kwalifikacje | Kwalifikacje | Finał | Finał   | Źródło |
| Zawodniczka       | Konkurencja    | Wynik        | Pozycja      | Wynik | Pozycja | Źródło |
| ----------------- | -------------- | ------------ | ------------ | ----- | ------- | ------ |
| Douwe Amels       | skok wzwyż     | 2,22         | 19.          | NQ    | NQ      | [ 35 ] |
| Rutger Koppelaar  | skok o tyczce  | 5,45         | 23.          | NQ    | NQ      | [ 36 ] |
| Menno Vloon       | skok o tyczce  | DNS          | DNS          | NQ    | NQ      | [ 36 ] |
| Denzel Comenentia | pchnięcie kulą | 20,03        | 23.          | NQ    | NQ      | [ 37 ] |

Dziesięciobój
| Zawodnik     | Konkurencja | 100 m | SD   | PK    | SW   | 400 m | 110 m ppł | RD    | ST   | RO    | 1500 m  | Wynik | Pozycja | Źródło |
| ------------ | ----------- | ----- | ---- | ----- | ---- | ----- | --------- | ----- | ---- | ----- | ------- | ----- | ------- | ------ |
| Pieter Braun | Rezultat    | 11,16 | 7,47 | 15,26 | 2,02 | 48,79 | 14,59     | 45,59 | 4,80 | 59,84 | 4:35,62 | 8222  | 7.      | [ 38 ] |
| Pieter Braun | Punkty      | 825   | 927  | 806   | 822  | 871   | 900       | 779   | 849  | 735   | 708     | 8222  | 7.      | [ 38 ] |